# Idaflieg

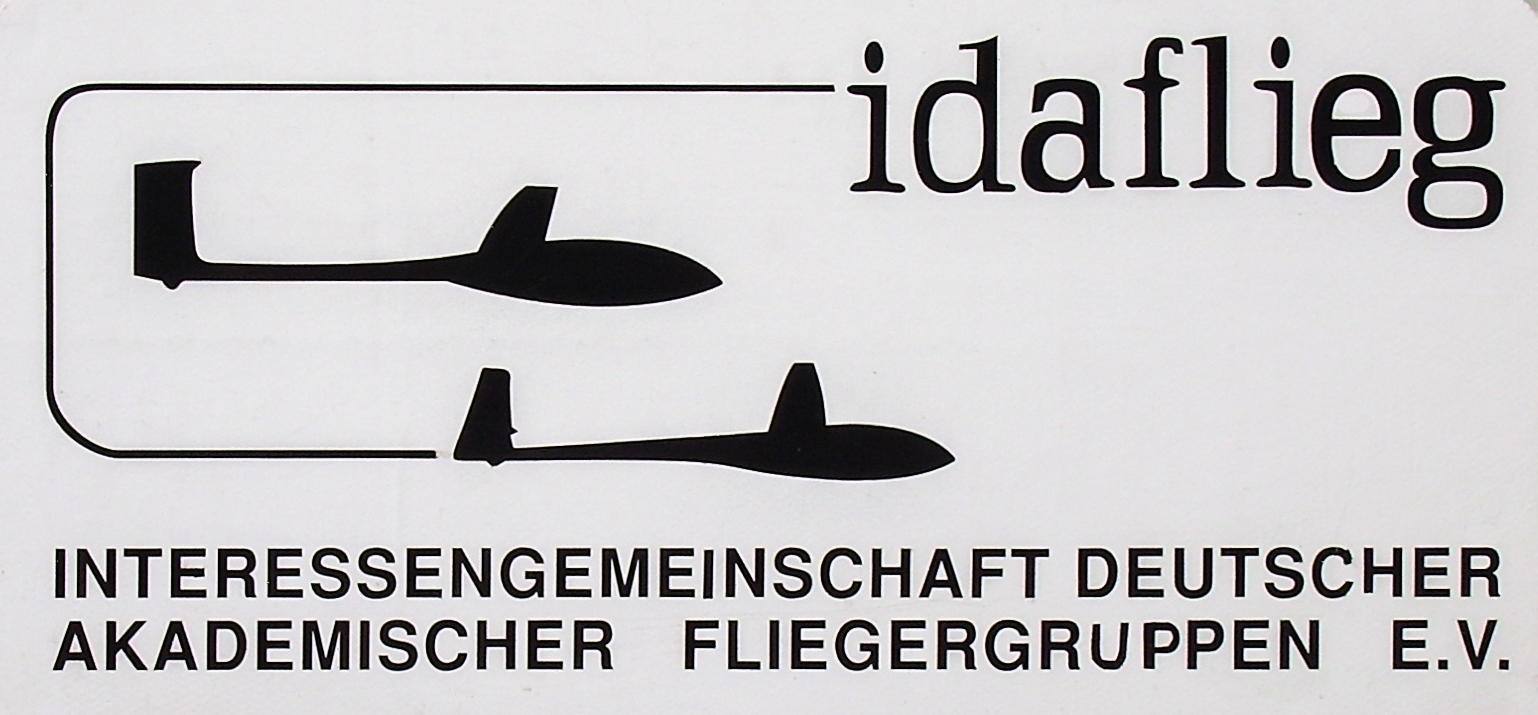
Logo de Idaflieg

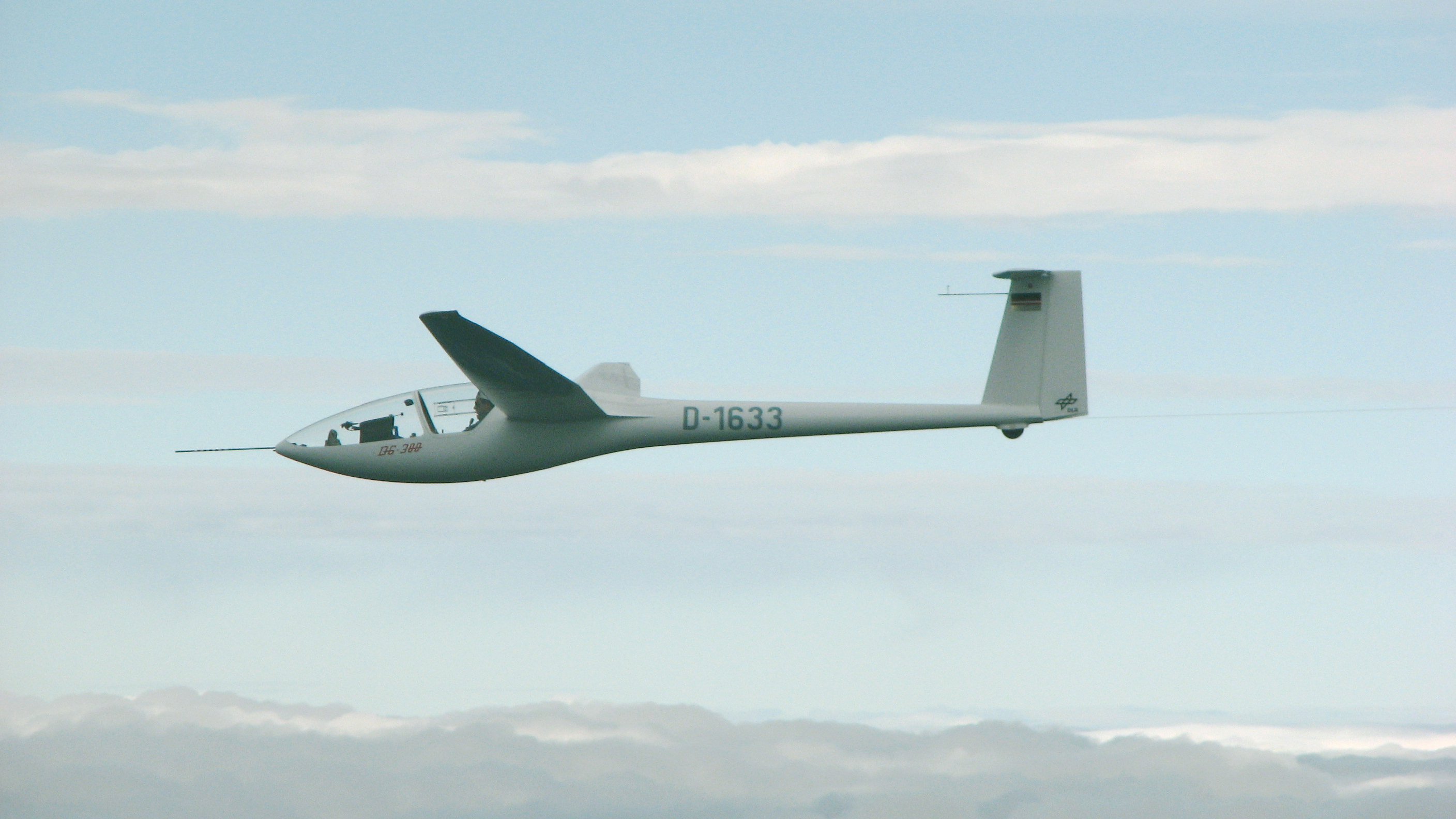
Avion de référence DLR DG-300-17 pour les mesures de performances

L'Idaflieg (abréviation de Interessengemeinschaft deutscher akademischer Fliegergruppen, soit groupe d'intérêt des groupes de vol universitaires allemands e. V.) est l'organisation faîtière des chercheurs Akafliegs en Allemagne, il les représente à l'extérieur et organise la coopération entre les Akafliegs et avec des institutions de recherche externes telles que le Centre aérospatial allemand (le Deutsches Zentrum für Luft- und Raumfahrt, DLR) .
Les membres fondateurs étaient les groupes de vol académiques d'Aix-la -Chapelle, Berlin, Braunschweig, Danzig (de), Darmstadt, Dresde, Hanovre, Köthen, Munich et Stuttgart lors d'une réunion de Rhön au début des années 1920.
Chaque année, Idaflieg organise la réunion d'été Idaflieg à l'aérodrome d'Aalen-Elchingen (de), où les caractéristiques de vol et les performances des types de planeurs et des prototypes de l'Akaflieg sont testées lors d'essais en vol.
L'Idaflieg est internationalement reconnu par les mesures de performances de vol (de)  effectuées conjointement avec l'Institut de guidage en vol (Institut für Flugführung, IFF) de la TU Braunschweig et le DLR. Les recherches systématiques sur les caractéristiques de vol de l'Idaflieg remontent à Hans Zacher (de), après qui ces mesures ont été nommées « Zachern (de) ». Lors des réunions annuelles d'hiver à différents endroits, les résultats des essais en vol de la réunion d'été et le degré de développement des projets en cours sont présentés.
En tant que sponsor de mesures de formation continue communes, Idaflieg, soutenu par les principaux concepteurs des fabricants de planeurs allemands, propose à ses membres un séminaire de conception. Des stages de formation et de perfectionnement aéronautiques (vol alpin, stage d'initiation, voltige, vol à voile) sont proposés régulièrement et un concours de vol à voile pour les auto-constructions est organisé tous les trois ans à l'aérodrome de Kammermark (de) .
L'association se présente à un public plus large en alternance aux salons de l'aviation ILA à Berlin et Aero à Friedrichshafen. Les résultats des travaux de recherche et de développement sont publiés chaque année dans le livret de rapport  Idaflieg-Berichtsheft.